# الجامعة التونسية لهوكي الجليد
الجامعة التونسية لهوكي الجليد (بالفرنسية: Association Tunisienne de Hockey sur Glace)‏ هي جامعة رياضية تونسية تأسست في 2009، تشرف على رياضة هوكي الجليد في تونس.

## أهداف
تهدف الجامعة إلى:
- تنظيم وتطوير ومراقبة ممارسة رياضة هوكي الجليد بمختلف أشكالها على التراب التونسي.
- إدارة وتنسيق أنشطة الجمعيات التي تضم الأعضاء الممارسين لرياضة هوكي الجليد بمختلف أشكالها.
- الدفاع عن مصالح رياضة هوكي الجليد في تونس.

## وصلة خارجية
- الموقع الرسمي للجامعة التونسية لهوكي الجليد.